# جيمس كولينز (موظف مدني)
جيمس كولينز (بالإنجليزية: James Collins)‏ هو موظف مدني أسترالي، ولد في 14 مارس 1869 في Sebastopol, Victoria ‏ في أستراليا، وتوفي في 18 يونيو 1934 في لندن في المملكة المتحدة.